# Такна
Та́кна (исп. Tacna) — город на юге Перу, административный центр одноимённой провинции, находится в 35 километрах от границы с Чили. С 1836 года по 1839 город Такна являлся столицей Перу-боливийской конфедерации.

## История
Изначально город был назван Сан Педро де Такна (исп. San Pedro de Tacna). Он получил репутацию патриотического города, поскольку в нём большинство улиц названы в честь героев войны за независимость Перу, а также в честь героев второй тихоокеанской войны. 
13 августа 1868 года в провинции Арика произошло одно из самых сильных землетрясений в истории, которое докатилось и сюда; число погибших и пострадавших исчислялось тысячами, кроме того был нанесён серьёзный материальный ущерб.
В Такне находится национальный перуанский железнодорожный музей.
В 2000 году в городе открыта первая в Перу мечеть Баб уль-ислам.

## В искусстве

### В литературе
- Марио Варгас Льоса посвятил городу свою пьесу «Сеньорита из Такны» (1981).

## Города-побратимы
- Ла-Пас, Боливия
- Икике, Чили
- Лима, Перу
- Пуно, Перу
- Мендоса, Аргентина

## Известные уроженцы
- Ласо, Франсиско (1823—1869) — перуанский художник.
- Ольга Поблете (1908—1999) — чилийский общественный деятель, историк, феминистка, педагог, профессор Чилийского университета.